# Motta de’ Conti
Motta de' Conti – miejscowość i gmina we Włoszech, w regionie Piemont, w prowincji Vercelli.
Według danych na rok 2004 gminę zamieszkiwało 851 osób, 77,4 os./km².